# Замбези (область)
Замбе́зи (англ. Zambezi Region), до 8 августа 2013 года — Капри́ви (англ. Caprivi Region) — одна из 14 административных областей Намибии. Располагается в восточной части полосы Каприви, от которой и получила своё название. Площадь — 14 528 км². Население — 90 596 чел. (2011). Административный центр — город Катима-Мулило.

## История
Передача участка территории, дающей доступ из германского протектората в Юго-Западной Африке к реке Замбези и одновременно ограничивающей экспансию Британской Южно-Африканской Компании Сесиля Родса на территорию португальской Анголы, была предусмотрена Зимбабвийским договором, но фактическое включение «полосы Каприви» состоялось только в 1891 году. «Полоса Каприви» получила своё название от фамилии фон Каприви, бывшего канцлером Германской империи в 1890—1894 годах.
Выделение «полосы Каприви» привело к разрыву этнической территории народа лози (баротсе), бо́льшая часть которого осталась в Баротселенде, ставшем с 1885 года протекторатом Великобритании и позже включённом в состав британского протектората Северная Родезия. При предоставлении независимости Республике Замбия представители народа лози неоднократно выступали с требованиями передачи восточной части «полосы Каприви» в состав Замбии, но правительство ЮАР отказалось рассматривать это предложение.
В 1968 году правительство ЮАР в рамках политики апартеида создало в Юго-Западной Африке 11 этнических «отечеств» — хоумлендов. При этом западная часть «полосы Каприви» была включена в состав Хоумленда Каванголенд, а восточная составила хоумленд Восточный Каприви.
В 1977 году хоумленд Восточный Каприви получил внутреннее самоуправление как «Государство Каприви», были созданы законодательное собрание и правительство, учреждены герб и флаг. Флагом Государства Каприви было полотнище из четырёх равных по ширине полос — чёрной, белой, синей и зелёной, на белой и синей полосе изображались два чёрных слона, обращённых друг к другу с взаимопереплётенными хоботами, поднятыми над головой.
При провозглашении в 1990 году независимости Республики Намибии государства Каванго и Каприви были включены в её состав и упразднены вместе с их гербами и флагами.

## Административное деление
Область делится на 8 избирательных округов:
- Judea Lyaboloma
- Kabbe
- Kabbe South
- Katima Mulilo Rural
- Katima Mulilo Urban
- Kongola
- Linyanti
- Sibbinda

## Галерея

Государство Каприви 1977—1990
Африканский Национальный Союз Каприви